# Callidemum
Callidemum is een geslacht van kevers uit de familie bladkevers (Chrysomelidae).
De wetenschappelijke naam van het geslacht werd in 1853 gepubliceerd door Charles Émile Blanchard.

## Soorten
- Callidemum hasenpuschi Daccordi, 2000
- Callidemum monteithi Daccordi, 2003